# 江崎擬刷花蝽
江崎擬刷花蝽（学名：Blaptostethoides esakii）为花蝽科擬刷花椿屬下的一个种。